# 华新镇
华新镇，是中华人民共和国上海市青浦区下辖的一个乡镇级行政单位。面积47.6平方公里。户籍人口3.46万人（2008年）。

## 行政区划
华新镇下辖以下居委会和村委会：
华新社区、凤溪社区、徐谢村、周浜村、朱长村、华益村、陆象村、凌家村、淮海村、马阳村、秀龙村、新谊村、火星村、嵩山村、北新村、新木桥村、叙南村、叙中村、坚强村、白马塘村和杨家庄村。